# Kūn (symbole asiatique)

Trigrammes - Yi Jing - Bāguà

|   | sin. | pinyin | on'yomi |
| ☰ | 乾   | qián   | ken     |
| ☷ | 坤   | kūn    | kon     |
| ☳ | 震   | zhèn   | shin    |
| ☴ | 巽   | xùn    | son     |
| ☲ | 離   | lí     | ri      |
| ☵ | 坎   | kǎn    | kan     |
| ☶ | 艮   | gèn    | gon     |
| ☱ | 兌   | duì    | da      |

☷ ou 坤 transcrit kūn en hanyu pinyin (romanisation du mandarin) et kon selon la lecture on'yomi (japonais) est l'un des huit trigrammes du Yi Jing, et donc une figure du Bāguà.
Elle représente la terre, mais aussi le réceptif, la mère, la vache, le ventre, une étoffe, un chaudron, l'économie, l'égalité, le veau avec la vache, un grand char, la multitude, le tronc, le sol noir parmi les autres, ...
Ses caractères Unicode sont 2637 et 5764.